# جو كاردويل
جو كاردويل (بالإنجليزية: Joe Cardwell)‏ هو لاعب كرة قدم أمريكية أمريكي، ولد في 31 يناير 1912 في مونتغومري في الولايات المتحدة، وتوفي في 6 يوليو 1957 في نورفولك في الولايات المتحدة.